# ناندرولون
الناندرولون هو نوع من هرمونات الذكورة ((تستوستيرون)) البنائية، والذي جرى تطويره لعلاج بعض الأمراض مثل سرطان الثدي ((في بعض أشكاله)) ولعلاج المرضى المصابين بضمور العضلات وبعض حالات الأميبيا.
كذلك يزيد هذا العقار من معدل إنتاج ما يسمى ((بالإريرثروبويتين)) الذي يساعد على تكوين الكرات الحمراء في الدم، وكذلك على منع انهيار أنسجة العضلات. وكان استخدامه مقتصرا على الحقن سابقا، ثم أنتجت شركات الأدوية نوعا يؤخذ بالفم مما سهل تناوله.

## فوائده بالنسبة للاعب كرة القدم
زيادة مستوى الناندرولون تساعد في رفع معدل تحمل اللاعب خلال التمارين، وزيادة حجم العضلات وقوتها، بالإضافة إلى زيادة سرعة اللاعب وقوته وأدائه بشكل عام، مع القدرة على مقاومة الإجهاد والتحمل خلال التمارين وبالتالي رفع معدل الأداء في المباريات.
ناندرولون (19 nortestosterone) هو المنشطة التي قد تكون موجودة بشكل طبيعي في جسم الإنسان، ولو بكميات صغيرة من أقل من 0.4 نانوغرام / مل. [بحاجة لمصدر] هو الأكثر شيوعا والتي تباع الناندرولون تجاريا باسم استر لها ديكانواتي (عشاري Durabolin )، وأقل شيوعا باعتباره استر phenylpropionate (Durabolin). ويستخدم ناندرولون ديكانواتي في علاج ترقق العظام لدى النساء بعد سن اليأس (على الرغم من الآن غير مستحسن) بجرعة 50 ملغ كل ثلاثة أسابيع. كما أنها تستخدم لبعض فقر الدم اللاتنسجي.

## لماذا تم حظر الناندرولون
عادة استخدام الناندرولون تحت إشراف طبي مباشر لعلاج الأمراض المذكورة. وقد تم حظره باعتباره وسيلة غير أخلاقية للفوز على الآخرين بالمنافسات الرياضية. أما أعراضه الجانبية فتعتمد على الجرعة وفترة تناول العقار بالإضافة للعقارات الأخرى التي يتناولها الرياضي معه.
ومن أعراضه الجانبيه المحتملة تعرض اللاعب للإصابة والسبب أن العضلات تنمو بمعدل أسرع من الأربطة والأوتار المتصلة بها.
كذلك يسمح للاعب بزيادة جرعة التمارين وما يصاحب ذلك من إجهاد إلا أن اللاعب لا يشعر بهذا الإجهاد بسبب الناندرولون.
ويتسبب تناوله بجرعات عالية ولفترات طويلة في حدوث خلل في إنتاج الهرمونات الجنسية الطبيعية، حيث يعمل على تقليل الخصوبة ونسبة تركيز الحيوانات المنوية وحجم الخصية عند الرجال مما قد تنتج عنه زيادة حجم الثدي لديهم. كذلك هناك خطر الكوليسترول في الدم، كما يؤثر على وظائف الكبد والجهاز المناعي بالجسم.
وبفضل التقدم العلمي، أصبح من السهل كشف تناول اللاعب جرعات خارجية من العقار. ولا ينظر إلى نسبة تركيزه بالجسم عند الفحص، بل إلى العناصر المكونة له. وقد وضع في الاعتبار النسبة الطبيعية لتركيزه بالبول.
وعموما، ثبت أن معدل الناندرولون يرتفع بشدة لدى السيدات عند تناول حبوب منع الحمل وبعض أدوية العيون السائلة، وكذلك حتى بعض حالات العدوى من أنواع معينة من الأطعمة، وقد وضع بالاعتبار جميع هذه المؤثرات عند الكشف على اللاعب.
وتزداد معرفة العلماء بهذا العقار وتأثيراته يوما بعد يوم لكن حتى الآن لم تحدد قطعا مناطق إنتاجه المختلفة بجسم الإنسان ولا الكمية التي ينتجها. وكذلك معروف أن بعض الأدوية تحتوي على كميات منه وهذه الأدوية ليست واردة ضمن القائمة المحظورة. وكذلك يوجد العقار في بعض الأطعمة مثل لحوم الحيوانات التي يتم حفظها ((بالسترويد)) بأمريكا مثلا. عموما هناك توصيخ بالالتزام حاليا بالمعدل المقرر ولا توجد نية زيادة النسبة المسموح بها.
واتحادات الكرة مطالبه بتقديم التوعية اللازمة وتثقيف الناشئين حول مخاطر هذا العقار ابتداء من سن مبكرة لذلك تتم محاسبتهم لحظة احترافهم اللعب.